# Alexandr Titarenko
Alexandr Ivanovič Titarenko (rusky Александр Иванович Титаренко; 12. března 1932 v Moskvě – 4. května 1993) byl sovětský marxisticko-leninský filosof.

## Životopis
Po maturitě v roce 1950 nastoupil na Filozofickou fakultu Moskevské univerzity, kterou absolvoval roku 1955. V roce 1961 dokončil aspiranturu a získal titul kandidát věd. V roce 1969 obhájil doktorskou disertaci. V roce 1971 byl jmenován profesorem Moskevské univerzity, kde působil až do konce života. Zabýval se především etikou a jejími dějinami. Šlo o prvního sovětského autora, který připravoval učebnice pro etiku (1974). Tato kniha byla přeložena do několika cizích jazyků včetně češtiny.

## Dílo v češtině
- TITARENKO, Alexandr. Antiideje a humanismus : sociálně etická analýza. Překlad z rus. orig.: Věra Urbánková. Praha: Svoboda, 1978. 336 s.
- A. I. Titarenko, a kol. Marxistická etika. Překlad z rus. orig.: Stanislav Kučera, Jan Mudra, Otto Vochoč; Red. a předml. A. I. Titarenka. 2., přeprac. a dopln. vyd. Praha: Svoboda, 1984. 390 s.